# Aristolochia fragrantissima
Aristolochia fragrantissima là một loài thực vật có hoa trong họ Aristolochiaceae. Loài này được Ruiz mô tả khoa học đầu tiên năm 1805.